# Kilmessan
Kilmessan (en irlandais, Cill Mheasáin, église de Messan) est un village dans le comté de Meath, en Irlande. 

## Géographie
Le village est situé à 10-15 minutes de Dunshaughlin, Trim et Navan, à 6 km de l'autoroute M3 . 
Il possède école primaire, boutiques, bureau de poste et plusieurs pubs. 
La Station House Hotel est basée à Kilmessan.

## Voie ferrée
La réouverture de la gare est prévue dans la perspective de celle de la ligne Dunboyne -Navan.

## Sports
Kilmessan GAA club pratique le hurling.
Il a remporté 29 fois le titre de champion, le classant premier du comté[réf. nécessaire].
Kilmessan a aussi un club camogie, champion juniors en 2014 et 2017.[réf. nécessaire].
Le Kilmessan Bowls Club joue dans le cadre de l'Irish Indoor Bowling Association (IIBA).